# Alcathousites senticosus
Alcathousites senticosus är en skalbaggsart som beskrevs av Monné och Martins 1976. Alcathousites senticosus ingår i släktet Alcathousites och familjen långhorningar. Inga underarter finns listade i Catalogue of Life.